# Chen Aharoni (musikalbum)
Chen Aharoni är det självbetitlade debutalbumet från den israeliska sångaren Chen Aharoni. Albumet gavs ut år 2010 och innehåller tolv låtar. Sex låtar från albumet gavs ut som singlar. Den sista singeln var låten "Or" som Chen Aharoni tävlade med i Israels nationella uttagning till Eurovision Song Contest 2011. Låten "Neshima" som han framför tillsammans med Esti Ginzburg blev hans mest framgångsrika från albumet då den nådde första plats på den israeliska singellistan. Albumet innehåller även en remix på den låten. Även "Kol Ma SheRatziti" blev en hit och nådde andra plats på listan.

## Låtlista
| Nr  | Titel              | Hebreisk titel | Längd |
| --- | ------------------ | -------------- | ----- |
| 1.  | Im At Lo Ohevet    | אם את לא אוהבת | 2:55  |
| 2.  | BaRehov            | ברחוב          | 3:05  |
| 3.  | Shakuf             | שקוף           | 3:40  |
| 4.  | Tafur Alea         | תפור עליה      | 3:28  |
| 5.  | Neshima            | נשימה          | 3:21  |
| 6.  | Kol Ma SheRatziti  | כל מה שרציתי   | 3:24  |
| 7.  | Boi Boi            | בואי בואי      | 3:01  |
| 8.  | LaAvor Et HaPahad  | לעבור את הפחד  | 3:02  |
| 9.  | VeNishkah Et Hakol | ונשכח את הכל   | 3:30  |
| 10. | Mitbager           | מתבגר          | 3:37  |
| 11. | Neshima (Remix)    | נשימה          | 5:01  |
| 12. | Or                 | אור            | 2:58  |